# Десятников, Василий Алексеевич
Василий Алексеевич Деся́тников (14 января 1942, Берёзовка, Пензенская область — 27 декабря 2023, Саратов) — глава администрации Кировской области (1991—1996), депутат Государственной думы второго созыва.

## Биография
Окончил Пензенский инженерно-строительный институт в 1964 году и Саратовскую высшую партийную школу в 1982 году. Член КПСС с 1971 по август 1991 г.
С 1987 по 1991 год — председатель исполкома Кировского областного Совета народных депутатов. С 1991 по 1996 год — глава администрации Кировской области в 1996 году по должности входил в Совет Федерации, являлся председателем Комитета по международным делам. В 1996 году проиграл выборы Владимиру Сергеенкову. С 1997 по 1998 год — статс-секретарь — заместитель министра природных ресурсов РФ.
В октябре 1998 года был избран депутатом Государственной думы на дополнительных выборах по Энгельсскому избирательному округу Саратовской области.
Являлся членом Совета Всероссийского общественного движения «Наш дом — Россия».
Умер 27 декабря 2023 года в Саратове.